# Slowakische Davis-Cup-Mannschaft
Die slowakische Davis-Cup-Mannschaft ist die Tennisnationalmannschaft der Slowakei. Der Davis Cup ist der wichtigste Wettbewerb für Nationalmannschaften im Herren-Tennis, analog zum Fed Cup bei den Damen.

## Geschichte
Seit 1993 nimmt die Slowakei am Davis Cup teil. Den größten Erfolg feierte die Mannschaft Davis Cup 2005 mit dem Finaleinzug gegen Kroatien. Erst die fünfte Partie entschied das Finale zugunsten Kroatiens, als Mario Ančić glatt in drei Sätzen gegen Michal Mertiňák gewann. Erfolgreichster Spieler ist Karol Kučera mit insgesamt 33 Siegen, Rekordspieler ist Dominik Hrbatý mit 26 Teilnahmen innerhalb von 14 Jahren.

## Finalteilnahmen
Die Ergebnisse der Finalteilnahmen werden aus slowakischer Sicht angegeben.
| Jahr | Finalort   | Finalgegner | Ergebnis |
| 2005 | Bratislava | Kroatien    | 2:3      |